# La Longue Pierre (Landepéreuse)
Der Longue Pierre ist ein Menhir an der Rue du Tilleul beim Abzweig nach Tilleul-en-Ouche südwestlich von Landepéreuse im Département Eure in der Normandie in Frankreich.
Der Longue Pierre ist ein oben gerundeter Sandsteinblock, der am oberen Rand ein Loch hat, das ihn nicht durchquert. Er ist 2,2 Meter hoch bei einer durchschnittlichen Breite von 1,8 Metern und einer Dicke von 0,7 bis 0,8 Metern. 1910 durchgeführte Ausgrabungen ergaben, dass elf große runde Blöcke mit einem Durchmesser von 0,6 Metern und vierzig kleine Verkeilsteine mit einem Durchmesser von 0,2 Meter vorhanden waren.
In der Normandie gibt es einen weiteren Menhir, der La Longue Pierre heißt. In der Bretagne heißen die Menhire eher Pierre Longue, mit der gleichen Bedeutung „langer Stein“  z. B.: der Pierre Longue von Guitté im Département Côtes-d’Armor, der Pierre Longue von Le Croisic im Département Loire-Atlantique der 4,1 Meter hohe Pierre Longue von Iffendic und der einst über sieben Meter hohe Pierre Longue von Cuguen, beide im Département Ille-et-Vilaine und elf weitere Exemplare allein in der Bretagne.
Der Menhir ist seit 1911 als Monument historique registriert.